# Jotus frosti
Jotus frosti là một loài nhện trong họ Salticidae.
Loài này thuộc chi Jotus. Jotus frosti được Elizabeth Maria Gifford Peckham & George William Peckham miêu tả năm 1901.